# Maerua nana
Maerua nana är en kaprisväxtart som beskrevs av R. A. Grah. och Roger Marcus Polhill. Maerua nana ingår i släktet Maerua och familjen kaprisväxter. Inga underarter finns listade i Catalogue of Life.